# Olga Raonić
Olga Raonić (* 31. Dezember 1986 in Belgrad) ist eine serbische Volleyballspielerin.

## Karriere
Raonić interessierte sich zunächst nach dem Vorbild ihres Bruders Nebojša für Handball. 2001 begann sie ihre Volleyball-Karriere bei Radnički Belgrad. Mit der serbischen Studenten-Nationalmannschaft erreichte die Zuspielerin, die auch einige Partien in der A-Nationalmannschaft absolvierte, bei den Weltmeisterschaften 2005 und 2007 die Plätze fünf und zwei. Mit Radnički spielte sie ebenso im Europapokal wie in der Saison 2008/09 bei ihrem neuen Verein ŽOK Dinamo Pančevo. Anschließend wechselte sie zu Iraklis Thessaloniki und erreichte 2010 das Halbfinale der griechischen Meisterschaft. Danach verpflichtete der deutsche Bundesligist 1. VC Wiesbaden die Serbin. Als der Vertrag 2011 nicht verlängert wurde, hielt diese sich bei einem Belgrader Stützpunkt fit, bis sie im Dezember ein Angebot vom SC Potsdam erhielt. Die Brandenburger hatten die Kroatin Simona Usic freigestellt und holten Raonić als Zuspielerin bis 2012. Nach einer Saison in ihrer Heimat bei Spartak Subotica spielt Raonić seit 2013 in Polen bei LTS Legionovia Legionowo.